# Ондангва (аэропорт)
Аэропорт Ондангва (ИАТА: OND, ИКАО: FYOA) - это аэропорт, обслуживающий город Ондангва,, расположенный в области Ошана в Намибии. Аэропорт находится примерно в 5 км (3 мили) к северо-западу от центра Ондангва.
Приводной радиомаяк Ондангва (Идентификатор: OA) находится на поле.

## Внешние ссылки
- Текущая погода для FYOA на NOAA/NWS
- История происшествий для аэропорта OND на Aviation Safety Network
- OpenStreetMap — Ondangwa Архивная копия от 19 февраля 2021 на Wayback Machine
- OurAirports — Ondangwa Архивная копия от 15 августа 2016 на Wayback Machine